# المحكمة الابتدائية (مصر)

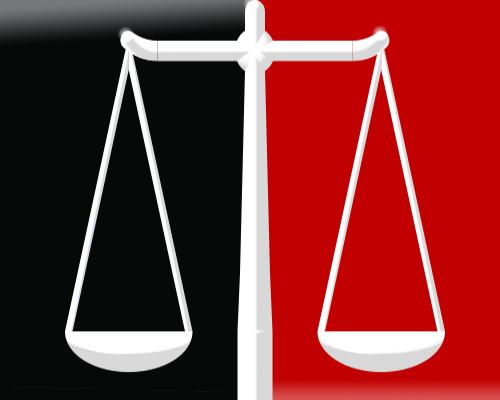
شعار القانون المصري

المحاكم الابتدائية هي المحاكم صاحبة الولاية العامة في نظر جميع الدعاوى المدنية والتجارية في مصر، ما عدا الدعاوى التي أدخلها القانون في اختصاص محاكم أخرى. وتنشأ المحاكم الابتدائية بقانون، وتتحدد دائرة اختصاصها بقانون. ويجوز لوزير العدل المصري إصدار قرار بانعقاد المحكمة الابتدائية في أي مكان آخر غير مقرّها، طالما وقع هذا المكان في دائرة اختصاصها. ويقع مقر المحكمة الابتدائية في كل عاصمة من عواصم المحافظات المصرية. وتؤلّف كل محكمة ابتدائية من عدد كافٍ من الرؤساء والقضاة، وتُصدر أحكامها من ثلاثة قضاة، ويرأسها مستشار مندوب من محكمة الاستئناف التي تقع بدائرتها المحكمة الابتدائية، وذلك لمدة سنة قابلة للتجديد.
تُعَدّ المحكمة الابتدائية الخلية الرئيسة أو الوحدة الرئيسة في النظام القضائي المصري لسببين:
الأول: تُعَدّ المحاكم الجزئية مشتقة من المحاكم الابتدائية، وتُعَدّ من الناحية الإدارية جزءاً متفرعاً عنها.
الآخر: تستأثر المحكمة الابتدائية بالاختصاص العام والشامل في نظر جميع المسائل والدعاوى المدنية والتجارية التي لا تدرجها النصوص في اختصاص المحاكم الجزئية وفقاً للمادة 47 الفقرة 1 من قانون المرافعات( ).
ولهذا توصف المحكمة الابتدائية بأنها المحكمة ذات الولاية العامة التي يؤول لها الاختصاص بنظر جميع المسائل التي لا تندرج في اختصاص المحاكم الجزئية، ولهذا شاع في العمل تسميتها «بالمحاكم الكلية» وذلك في إشارة ذات مغزى إلى اختصاصها الكلي والشامل
تعديل مسمى بعض المحاكم الابتدائية ودوائر اختصاصها بالقانون رقم 93 لسنة 2015:
بصدور قرار رئيس الجمهورية رقم 93 لسنة 2015 بإنشاء بعض المحاكم الابتدائية وتعديل مسمى واختصاص بعض المحاكم الابتدائية الأخرى( ) فقد خرج المُشرِّع على القاعدة السابقة- المتمثلة في وجود محكمة ابتدائية واحدة في عاصمة كل محافظة- بتعديل اختصاص بعض المحاكم الابتدائية بإخراج بعض الدوائر منها، وإنشاء محاكم ابتدائية أخرى لتشمل تلك الدوائر، وذلك بتقسيم بعض المحاكم الابتدائية لتصبح محكمة جنوب ومحكمة شمال أو محكمة شرق ومحكمة غرب . وهكذا.
على سبيل المثال عدَّل المُشرِّع مسمى محكمة طنطا الابتدائية بموجب المادة 6 من قرار رئيس الجمهورية رقم 93 لسنة 2015 لتصبح محكمة غرب طنطا الابتدائية، وعدَّل اختصاصها بإخراج دوائر (قسم أول المحلة الكبرى، قسم ثان المحلة الكبرى، قسم  ثالث المحلة الكبرى، مركز المحلة، قطور، زفتى، سمنود) من دائرة اختصاصها. وأنشأ محكمة شرق طنطا الابتدائية ليكون مقرها مدينة المحلة الكبرى وتختص بدوائر (قسم أول المحلة، قسم ثان المحلة، قسم ثالث المحلة، مركز المحلة، قطور، زفتى، سمنود).

## اختصاصها
للمحكمة سلطة النظر في الدعاوى التي تُرفع إليها لأول مرة، باعتبارها محكمة أول درجة. كما أن لها اختصاص استئنافي بنظر الطعون في الأحكام الصادرة من المحاكم الجزئية، باعتبارها محكمة ثاني درجة.